# 杉村理加
杉村 理加（すぎむら りか、1960年 - ）は、日本の女優、声優。テアトル・エコー所属。

## 出演

### テレビドラマ
- ドラマ愛の詩「ズッコケ三人組」第10回 「ズッコケ結婚相談所」- ラジオの声（1999年、NHK教育テレビ）

### 吹き替え

#### 映画
- ウィッカーマン（シスター・ローズ〈モリー・パーカー〉）
- エア・バディ（ジャッキー〈ウェンディ・マッケナ〉）
- オスカーとルシンダ（ルシンダ・ルプラストリエ〈ケイト・ブランシェット〉）
- おとぎ話を忘れたくて（ポーレット・ジョーンズ〈リン・ウィットフィールド〉）
- クレイドル・ウィル・ロック（フォックス〈ヴィクトリア・クラーク〉）
- コニー&カーラ（カーラ〈トニ・コレット〉）
- サイン（コリーン〈パトリシア・カレンバー〉） ※ソフト版
- 素晴らしき日（メラニー・パーカー〈ミシェル・ファイファー〉） ※ソフト版
- TAXiシリーズ（リリー・ベルティノー〈マリオン・コティヤール〉） ※ソフト版
  - TAXi
  - TAXi2
  - TAXi3
- TINA ティナ（ティナ・ターナー〈アンジェラ・バセット〉）
- 天使にラブ・ソングを…
- 天使にラブ・ソングを2（リタ・ルイス・ワトソン〈ローリン・ヒル〉） ※ソフト版
- 天使の贈りもの（ジュリア・ビッグス〈ホイットニー・ヒューストン〉）
- ナチュラル（アイリス・ゲインズ〈グレン・クローズ〉） ※ソフト版
- パーシー・ジャクソンとオリンポスの神々/魔の海（グレイシスター1）
- ハワード -ディズニー音楽に込めた物語-（ナンシー・ペアレント）
- ビートルジュース
- ビーン（アリソン・ラングレー〈パメラ・リード〉） ※DVD・ビデオ版
- ブラス!（グロリア〈タラ・フィッツジェラルド〉）
- ミュージック・オブ・ハート（ジャネット・ウィリアムズ校長〈アンジェラ・バセット〉）
- Uターン（グレース・マッケンナ〈ジェニファー・ロペス〉）
- 理想の結婚（ガートルード・チルターン〈ケイト・ブランシェット〉）
- ルーキー

#### テレビドラマ
- アリー my Love
- グレイズ・アナトミー
- プライベート・プラクティス 迷えるオトナたち（ナオミ・ベネット〈オードラ・マクドナルド〉）
- 名探偵ポワロ 青列車の秘密

#### アニメ
- アイス・エイジ4/パイレーツ大冒険（シーラ〈ジェニファー・ロペス〉）
- アイス・エイジ5/止めろ! 惑星大衝突（シーラ〈ジェニファー・ロペス〉）
- アナと雪の女王（バルダ[2]）
- 王様と私（アンナ）
- スヌーピーとチャーリーブラウン ヨーロッパの旅（ペパーミント・パティ）
- 整形水（イェジの母[3]）
- ちいさなプリンセス ソフィア（ティリー公爵夫人）
- バンビ（お母さん）
- バンビ2 森のプリンス (お母さん)
- 美女と野獣 ベルの素敵なプレゼント（魔女）
- プリンセスと魔法のキス（ユードラ〈オプラ・ウィンフリー〉）
- ホートン/ふしぎな世界のダレダーレ（サリー・オマリー〈エイミー・ポーラー〉）

### テレビアニメ
- アークザラッド（1999年、シャンテ）
- MONSTER（2005年、老婦人）

### ラジオ
- 朗読 (ラジオ番組)

### 教育番組
- あいうえお（てんこちゃん、あっちゃん）
- おはなしのくに（ババ・ヤガー）
- こどもにんぎょう劇場「ねずみのとうさんアナトール」
- 虹色定期便（息子の妻）